# Lodewijk V van de Palts
Lodewijk V van de Palts bijgenaamd de Vredevolle (Heidelberg, 2 juli 1478 - aldaar, 16 maart 1544) was van 1508 tot aan zijn dood keurvorst van de Palts. Hij behoorde tot het huis Wittelsbach.

## Levensloop
Lodewijk V was de oudste zoon van keurvorst Filips van de Palts en Margaretha van Beieren, dochter van hertog Lodewijk IX.
In 1508 volgde hij zijn vader op als keurvorst van de Palts. Tijdens zijn eerste regeringsjaren diende hij om te gaan met de gevolgen van de Landshuter Successieoorlog die zijn vader in 1504 had verloren tegen hertog Albrecht IV van Beieren, waardoor de Palts onder de rijksban was geplaatst. In 1518 kon hij tijdens de Rijksdag in Augsburg ervoor zorgen dat de rijksban over de Palts werd geannuleerd. Nadat hij hoge financiële giften had gekregen van het huis Habsburg, stemde hij in 1519 bij de keizersverkiezing voor Karel V.
Lodewijk V was een behoedzame tegenstander van de Reformatie, maar niettemin probeerde hij voor vrede te zorgen tussen keizer Karel V en de protestanten, wat hem de bijnaam de Vredevolle opleverde. Tijdens de Duitse Boerenoorlog werd hij in Neustadt an der Weinstraße belegerd door 8000 gewapende boeren. Lodewijk nodigde de leiders van de opstand uit voor een diner en probeerde met hen te onderhandelen, maar dit mislukte. Vervolgens vocht hij in verschillende veldslagen tegen hen.
Op 23 februari 1511 huwde hij met Sibylle (1489-1519), dochter van hertog Albrecht IV van Beieren. Het huwelijk bleef echter kinderloos. Als weduwnaar verwekte Lodewijk V een onwettig kind bij Margaretha von der Leyen: Margaretha (1523-1560), gravin van Lützelstein, die in 1543 huwde met graaf Lodewijk XVI van Oettingen.
In maart 1544 stierf Lodewijk V op 65-jarige leeftijd. Hij werd begraven in de Heilige Geestkerk van Heidelberg. Omdat hij geen wettige nakomelingen had, volgde zijn jongere broer Frederik II hem op.

## Voorouders
| Voorouders van Lodewijk V van de Palts | Voorouders van Lodewijk V van de Palts                                   | Voorouders van Lodewijk V van de Palts                                   | Voorouders van Lodewijk V van de Palts                                   | Voorouders van Lodewijk V van de Palts                                   | Voorouders van Lodewijk V van de Palts                                      | Voorouders van Lodewijk V van de Palts                                      | Voorouders van Lodewijk V van de Palts                                        | Voorouders van Lodewijk V van de Palts                                        |
| -------------------------------------- | ------------------------------------------------------------------------ | ------------------------------------------------------------------------ | ------------------------------------------------------------------------ | ------------------------------------------------------------------------ | --------------------------------------------------------------------------- | --------------------------------------------------------------------------- | ----------------------------------------------------------------------------- | ----------------------------------------------------------------------------- |
| Overgrootouders                        | Lodewijk III van de Palts (1378-1436) ∞ Mathilde van Savoye (1390-1438)  | Lodewijk III van de Palts (1378-1436) ∞ Mathilde van Savoye (1390-1438)  | Amadeus VIII van Savoye (1383-1451) ∞ Maria van Bourgondië (1386-1422)   | Amadeus VIII van Savoye (1383-1451) ∞ Maria van Bourgondië (1386-1422)   | Hendrik XVI van Beieren (1386-1450) ∞ Margaretha van Oostenrijk (1395-1447) | Hendrik XVI van Beieren (1386-1450) ∞ Margaretha van Oostenrijk (1395-1447) | Frederik II van Saksen (1412-1464) ∞ Margaretha II van Oostenrijk (1416-1486) | Frederik II van Saksen (1412-1464) ∞ Margaretha II van Oostenrijk (1416-1486) |
| Grootouders                            | Lodewijk IV van de Palts (1424-1449) ∞ Margaretha van Savoye (1416-1479) | Lodewijk IV van de Palts (1424-1449) ∞ Margaretha van Savoye (1416-1479) | Lodewijk IV van de Palts (1424-1449) ∞ Margaretha van Savoye (1416-1479) | Lodewijk IV van de Palts (1424-1449) ∞ Margaretha van Savoye (1416-1479) | Lodewijk IX van Beieren (1417-1479) ∞ Amalia van Saksen (1435-1502)         | Lodewijk IX van Beieren (1417-1479) ∞ Amalia van Saksen (1435-1502)         | Lodewijk IX van Beieren (1417-1479) ∞ Amalia van Saksen (1435-1502)           | Lodewijk IX van Beieren (1417-1479) ∞ Amalia van Saksen (1435-1502)           |
| Ouders                                 | Filips van de Palts (1448-1508) ∞ Margaretha van Beieren (1456-1501)     | Filips van de Palts (1448-1508) ∞ Margaretha van Beieren (1456-1501)     | Filips van de Palts (1448-1508) ∞ Margaretha van Beieren (1456-1501)     | Filips van de Palts (1448-1508) ∞ Margaretha van Beieren (1456-1501)     | Filips van de Palts (1448-1508) ∞ Margaretha van Beieren (1456-1501)        | Filips van de Palts (1448-1508) ∞ Margaretha van Beieren (1456-1501)        | Filips van de Palts (1448-1508) ∞ Margaretha van Beieren (1456-1501)          | Filips van de Palts (1448-1508) ∞ Margaretha van Beieren (1456-1501)          |
| Lodewijk V van de Palts (1478-1544)    |                                                                          |                                                                          |                                                                          |                                                                          |                                                                             |                                                                             |                                                                               |                                                                               |